# Traité chinois de botanique médicale
Le Traité chinois de botanique médicale est un manuscrit du XVIIIe siècle conservé à la Bibliothèque municipale de Dijon. Constitué de 218 feuillets, ce traité présente un ensemble de plantes utiles à la pharmacologie, accompagnées de commentaires en chinois. Ces derniers sont traduits en latin sur 102 feuillets supplémentaires. Il s'agit d'une version version condensée du Bencao gangmu, rédigé en 1596 par Li Shizhen et faisant autorité en médecine chinoise contemporaine. 
Ce traité provient de la collection constituée par le parlementaire dijonnais Jean-Baptiste Jehannin de Chamblanc (1722-1797), qui avait rassemblé une importante bibliothèque et un « cabinet chinois », lesquels ont été saisis durant la Révolution française et versés aux institutions scientifiques et culturelles dijonnaises. 
Ce traité chinois de botanique médicale témoigne de l'intérêt des érudits et collectionneurs du XVIIIe siècle pour les connaissances et savoirs médicaux en provenance d'Orient.

## Description matérielle

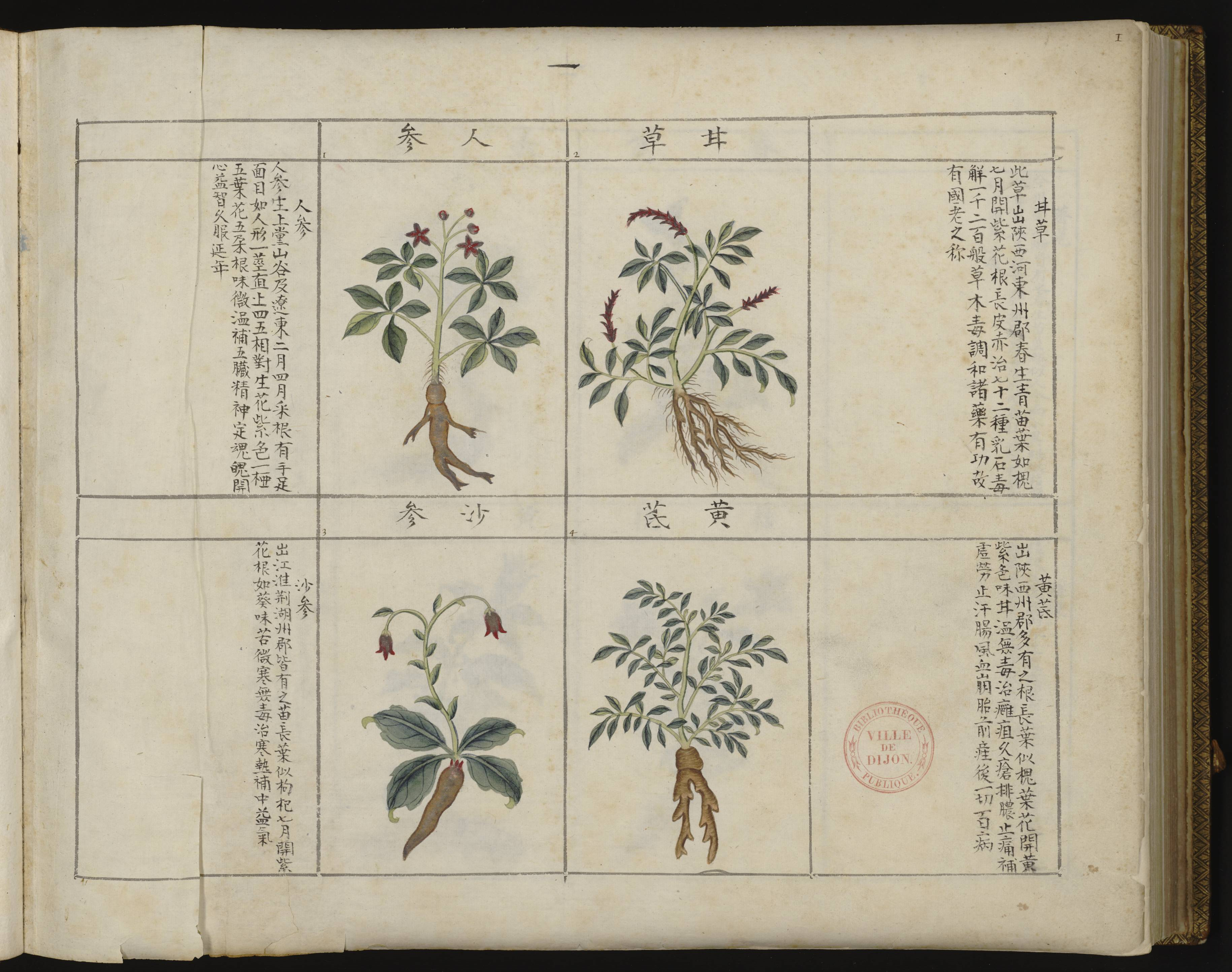
Première page illustrée du Traité chinois de botanique médicale.

L'ouvrage, rédigé en chinois, se compose 218 feuillets, qui ont été reliés dans une reliure en veau marbré au XVIIIe siècle. Le dos est orné d'une pièce de titre indiquant « botanique chinoise ». Un deuxième volume existait probablement : il est aujourd'hui perdu.
De façon très standardisée visuellement, chaque page du manuscrit est divisée en quatre cases, avec le nom de la plante inscrit au-dessus de son illustration et les explications correspondantes placées sur le côté. Au total, le manuscrit comporte 796 représentations de plantes, et 78 images d'insectes et de reptiles.
Les descriptions suivent une structure fixe : l’origine géographique de la plante, son apparence, ses propriétés médicinales selon la médecine traditionnelle chinoise, ainsi que les maladies qu’elle peut traiter.

Les illustrations, épurées mais précises, mettent en évidence les détails essentiels à l’identification des plantes, tels que les racines, la forme des feuilles ou la courbure des tiges, facilitant leur reconnaissance en complément du texte. Chaque plante est mise en couleur à l'aquarelle, avec des teintes variées – jaune, rouge, rose, marron et différentes nuances de vert – permettant de distinguer des espèces proches.

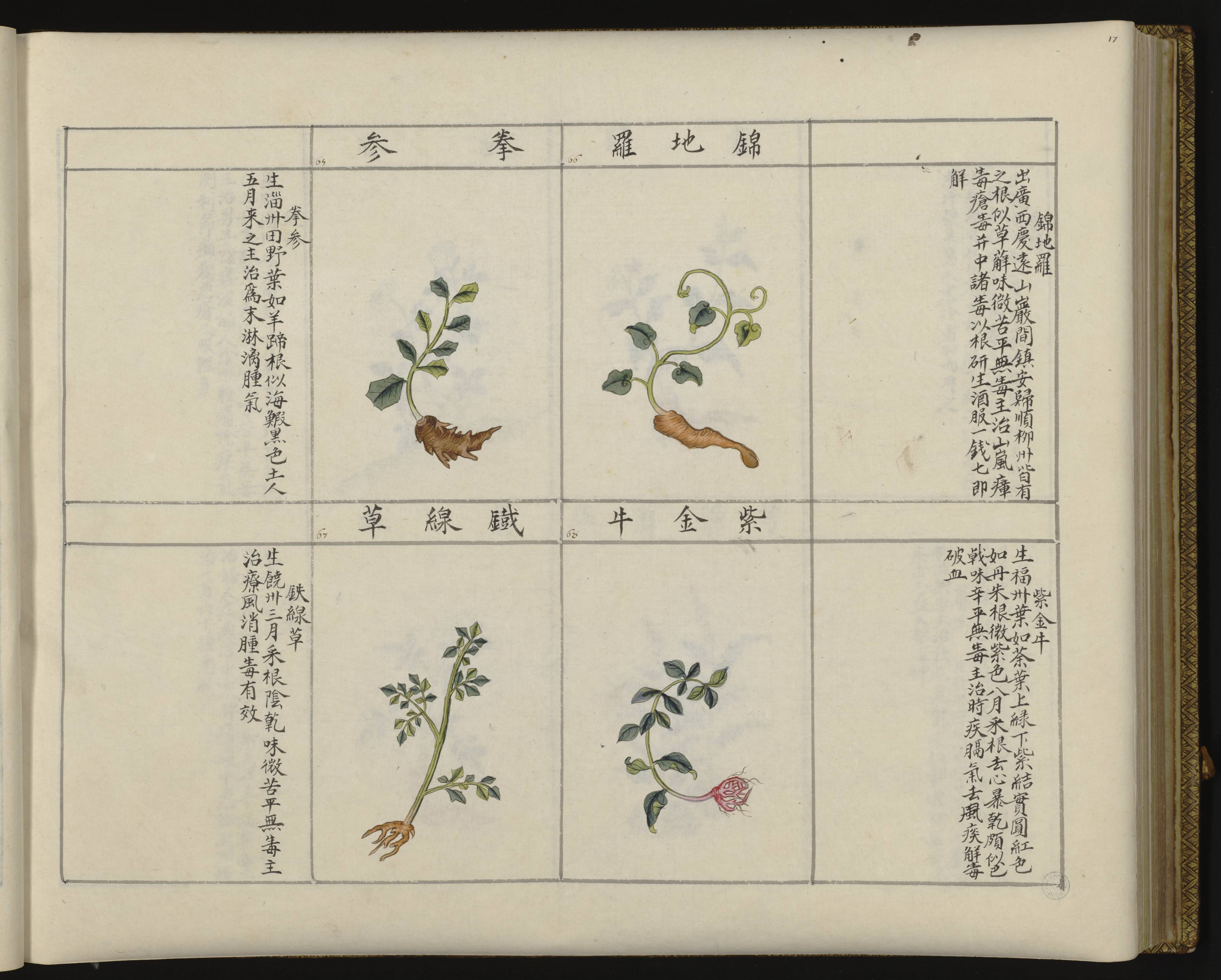
Feuillet 17 du traité - en haut à droite : Drosera burmanni ; en haut à gauche : Bistorta officinalis ; en bas à droite: Ardisia japonica ; en bas à gauche : Cynodon dactylon.

Par exemple, sur le dix-septième feuillet, la case en haut à droite (selon le sens de lecture chinois) présente le Drosera burmanni (錦地羅 - Jin Di Luo). Sa description précise :
« Jin Di Luo - Originaire du Guangxi, pousse dans les montagnes rocheuses de Qingyuan, ainsi que dans les régions de Zhen’an, Guishun et Liuzhou. Sa racine ressemble à celle du Dioscorea collettii. Elle a une saveur légèrement amère, une nature neutre et est non toxique. Elle est utilisée pour traiter les miasmes des montagnes, les infections cutanées et divers types d’empoisonnements. »

(錦地羅 - 出廣西，慶逺山巖間，鎮安、歸順、栁州皆有之。根似萆薢，味微苦平，無毒。主治山嵐瘴毒，瘡毒，并中諸毒。以根研生酒，服一錢七即解)
Face à cette plante, dans la case adjacente, figure Bistorta officinalis (拳參 - Quan Shen). Bien que ses racines puissent prêter à confusion avec celles du Jin Di Luo, la description apporte une distinction claire :
« Quan Shen - Originaire de la région de Zizhou, pousse dans les champs et les plaines. Ses feuilles ressemblent à celles du renoncule. Sa racine est semblable à celle de la crevette de mer, de couleur noire et enfouie sous terre. Elle est récoltée en mai. Elle est utilisée pour traiter les gonflements et inflammations des voies urinaires. »

'(拳參 - 生淄州田野。葉如羊蹄，根似海鰕，黒色土，人五月采之。主治爲末，淋渫腫氣)
Ce mode de présentation méthodique permet une identification précise des plantes et de leurs usages médicinaux, facilitant ainsi leur étude et leur transmission aux lecteurs.

## Un guide de reconnaissance pharmacologique

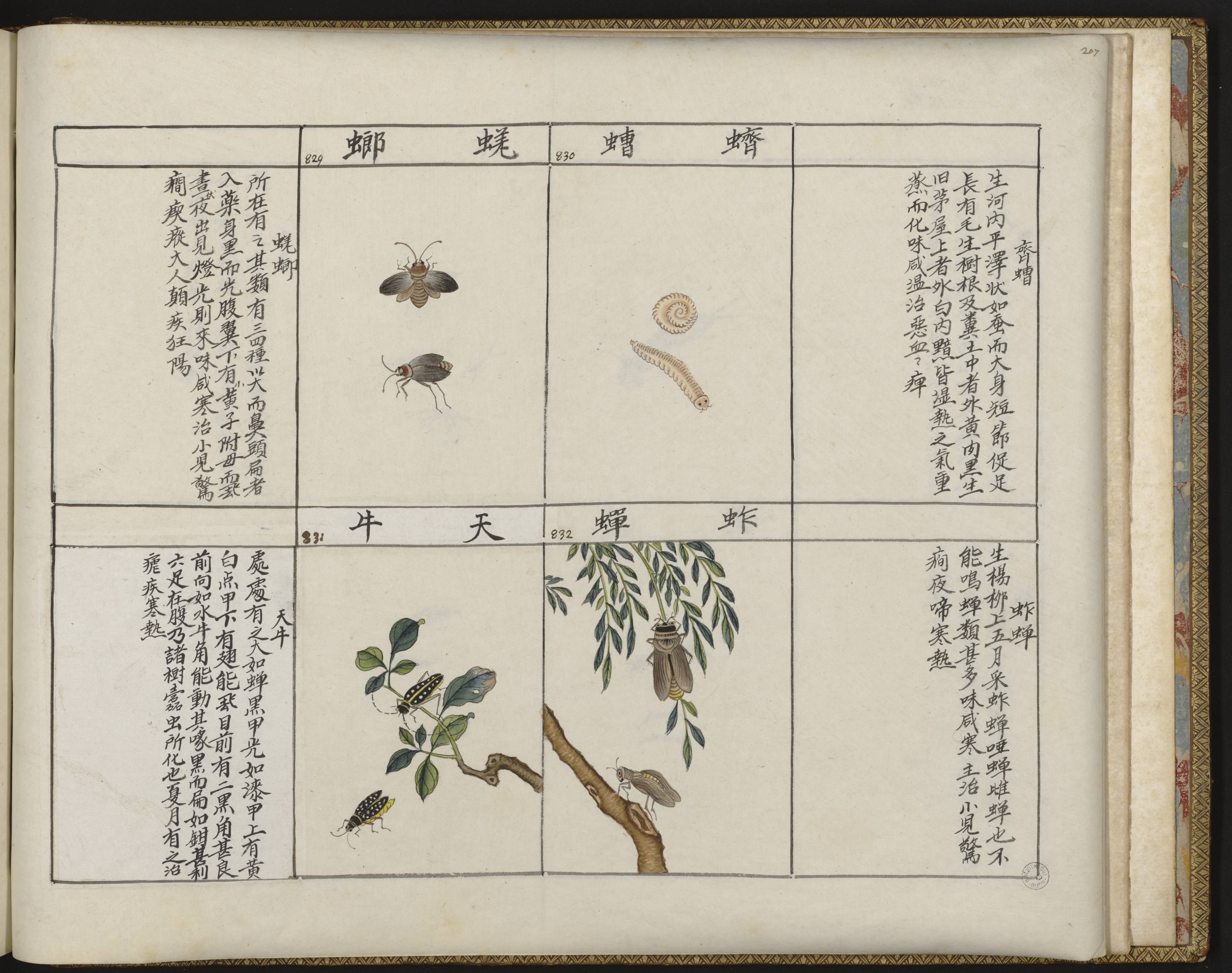
Feuillet 207 - Livre de botanique chinoise : insectes

Bien que cela ne soit pas explicitement mentionné dans le texte, cet ouvrage adopte la classification du Bencao gangmu, dont il est dérivé. Il ne reprend toutefois pas l'ensemble du Bencao gangmu et omet certaines sections qui ne relèvent pas directement de la botanique (par exemple : le volume XXXVIII dédié aux vêtements et ustensiles médicaux (服器部 fú qì bù).
Le contenu est également beaucoup plus concis que celui exposé dans les exemplaires connus du Bencao gangmu : n'ont été retenues que les informations essentielles sur chaque plante. Les  annotations et les références aux sources d’origine n'ont pas été repris.
Bien que le Bencao gangmu  compile des connaissances issues de la médecine traditionnelle, de la botanique, de la zoologie, et de la minéralogie, il contient également des croyances populaires. L’ouvrage recense environ 11 000 prescriptions qui comprennent parfois des remèdes issus d’êtres mythologiques, comme le dragon (龍類), dont les écailles et cornes étaient considérées comme ayant des propriétés médicinales. Par exemple, sur le feuillet 213 du Traité de botanique possédé par Jehannin de Chamblanc, le dragon figure parmi les reptiles dont les propriétés peuvent être bénéfiques pour l’Homme.  
Certains passages du Bencao gangmu illustrent la manière dont les croyances de l'époque s’intégraient aux pratiques médicales : par exemple, un des chapitres mentionne également que les vêtements d’un fils filial (孝子服) pourraient également être utilisés comme remède, une idée reflétant les valeurs confucéennes de piété filiale et leur lien supposé avec le bien-être physique.
Ainsi, bien que le Bencao gangmu ne soit pas un ouvrage scientifique au sens moderne, il constitue une encyclopédie précieuse des savoirs de son époque.

### Organisation interne du traité
La présentation des plantes est organisée en sept grandes catégories qui correspondent à celles du Bencao gangmu  : herbes (草 - cǎo), céréales (穀 - gǔ), légumes (菜 - cài), fruits (果 - guǒ), bois (木 - mù), insectes (蟲 - chóng) et poissons/reptiles (鱗 - lín). Ces catégories sont ensuite subdivisées en vingt-huit sous-catégories, qui correspondent aux différents chapitres du Bencao gangmu.
On peut observer que, dans des conditions normales, chaque page présente quatre médicaments. Cependant, lorsqu'une sous-catégorie est sur le point de se terminer, si le nombre de plantes dans cette catégorie est inférieur à quatre, alors des espaces vides sont laissés sur la page, et le contenu de la nouvelle sous-catégorie commence systématiquement sur la page suivante, sans jamais mélanger deux sous-catégories sur une même page.

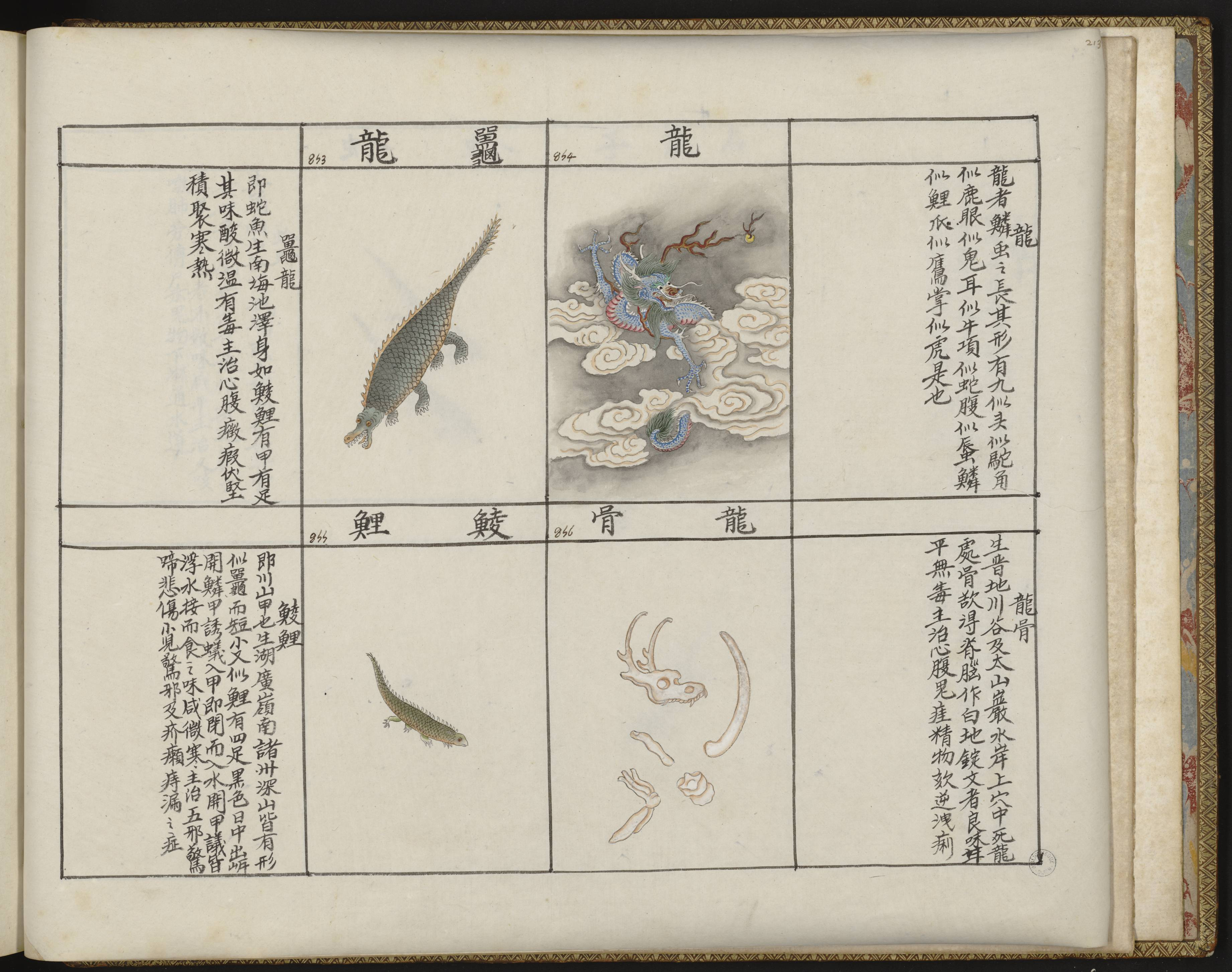
Feuillet 213 - Traité de botanique chinoise : reptiles

| Pages du traité | Catégories                   | Sous-catégories                                                            | Correspondance avec les volumes du Bencao gangmu |
| 1-17            | Herbes (草 - cǎo)            | Herbes de montagne (山草類 - shān cǎo lèi)                                 | Volume XII et XIII                               |
| 18-31           | Herbes (草 - cǎo)            | Herbes aromatiques (芳草類 – fāng cǎo lèi)                                 | Volume XIV                                       |
| 32-63           | Herbes (草 - cǎo)            | Herbes des terrains humides (隰草類 – yin cǎo lèi)                         | Volume XV et XVI                                 |
| 64-75           | Herbes (草 - cǎo)            | Herbes toxiques (毒草類 – dú cǎo lèi)                                      | Volume XVII                                      |
| 76-94           | Herbes (草 - cǎo)            | Herbes grimpantes (蔓草類 – màn cǎo lèi)                                   | Volume XVIII                                     |
| 95-100          | Herbes (草 - cǎo)            | Herbes aquatiques (水草類 – shuǐ cǎo lèi)                                  | Volume XIX                                       |
| 101-105         | Herbes (草 - cǎo)            | Herbes des roches (石草類 – shí cǎo lèi)                                   | Volume XX                                        |
| 106-114         | Herbes (草 - cǎo)            | Mousses et lichens (苔類 – tái lèi)                                        | Volume XXI                                       |
| 115-117         | Céréales (穀 – gǔ)           | Graines de chanvre, blé et riz (麻麥稻類 – má mài dào lèi)                 | Volume XXII                                      |
| 118-120         | Céréales (穀 – gǔ)           | Millets (稷粟類 – jì sù lèi)                                               | Volume XXIII                                     |
| 121-122         | Céréales (穀 – gǔ)           | Haricots (菽豆類 – shū dòu lèi)                                            | Volume XXIV                                      |
| 123-128         | Légumes (菜 - cài)           | Légumes piquants et aromatiques (葷辛類 – hūn xīn lèi)                     | Volume XXVI                                      |
| 129-136         | Légumes (菜 - cài)           | Légumes tendres et mucilagineux (柔滑類 – róu huá lèi)                     | Volume XXVII                                     |
| 137-144         | Légumes (菜 - cài)           | Légumes-fruits (蓏菜類 – luǒ cài lèi)                                      | Volume XXVIII                                    |
| 145-147         | Fruits (果 - guǒ)            | Fruits traditionnels (五果類 – wǔ guǒ lèi)                                 | Volume XXIX                                      |
| 148-155         | Fruits (果 - guǒ)            | Fruits sauvages (山果類 – shān guǒ lèi)                                    | Volume XXX                                       |
| 156-160         | Fruits (果 - guǒ)            | Fruits exotiques (夷果類 – yí guǒ lèi)                                     | Volume XXXI                                      |
| 161-163         | Fruits (果 - guǒ)            | Condiments (味類 – wèi lèi)                                                | Volume XXXII                                     |
| 164-167         | Fruits (果 - guǒ)            | Fruits à écorce dure ou à coque (蓏類 – luǒ lèi)                           | Volume XXXIII                                    |
| 168-174         | Bois (木 - mù)               | Bois aromatiques (香木類 – xiāng mù lèi)                                   | Volume XXXIV                                     |
| 175-186         | Bois (木 - mù)               | Arbres forestiers (喬木類 – qiáo mù lèi)                                   | Volume XXXV                                      |
| 187-197         | Bois (木 - mù)               | Arbustes et buissons (灌木類 – guàn mù lèi)                                | Volume XXXVI                                     |
| 198             | Bois (木 - mù)               | Plantes épiphytes des arbres (寓木類 – yù mù lèi)                          | Volume XXXVII                                    |
| 199-206         | Insectes (蟲 - chóng)        | Insectes ovipares (卵生類 – luǎn shēng lèi)                                | Volume XXXIX et Volume XL                        |
| 207-210         | Insectes (蟲 - chóng)        | Insectes issus de métamorphose (化生類 – huà shēng lèi)                    | Volume XLI                                       |
| 211-212         | Insectes (蟲 - chóng)        | Insectes vivant en milieu humide (濕生類 – shī shēng lèi)                  | Volume XLII                                      |
| 213-215         | Poissons/reptiles (鱗 - Lin) | Créatures associées au dragon dans la tradition chinoise (龍類 – lóng lèi) | Volume XLIII                                     |
| 216-218         | Poissons/reptiles (鱗 - Lin) | Serpents et reptiles ophidiens (蛇類 – shé lèi)                            | Volume XLIV                                      |

### Traduction en latin
En complément de ce volume en chinois, la Bibliothèque de Dijon conserve un second manuscrit (inventorié Ms 387bis) contenant la traduction en latin des 208 premiers articles du traité et témoignant de la volonté des jésuites de diffuser les savoirs botaniques chinois pour un usage européen.
Ce second manuscrit, de dimensions différentes, présente une reliure cartonné demi-basane et comprend 102 feuillets. Il porte une note de la main de son propriétaire, Jehannin de Chamblanc : « Ce livre contient la traduction du chinois qui se trouve dans les planches de ma botanique chinoise. »

## Provenance
Ce manuscrit provient de la collection constituée par le parlementaire dijonnais Jean-Baptiste Jehannin de Chamblanc (1722-1797), lequel s'intéressait particulièrement à l'Asie et à la botanique. Parmi les 20 000 volumes de sa bibliothèque, l'érudit possédait de nombreux ouvrages de sciences naturelles, ainsi que des livres consacrés à l'Asie ou importés d'Asie. Entre deux volumes sur les couleurs et vernis des laques extrême-orientales s’intercale le traité chinois « botanique exotique ». 
L'origine précise du manuscrit et la façon dont Jehannin de Chamblanc l'a acquit ne sont pas connues. 
L'ouvrage intègre la Bibliothèque municipale de Dijon à la suite de la Révolution française : en 1793, les biens de Jehannin de Chamblanc, considéré comme émigrés, sont saisis et inventoriés, puis répartis entre les différentes institutions scientifiques et culturelles dijonnaises (bibliothèque, musée, etc.). 

## Contexte de réception d’un traité chinois de botanique dans la France duXVIIIesiècle
Ce traité manuscrit est représentatif de l'intérêt des érudits et collectionneurs du XVIIIe siècle pour les connaissances et savoirs médicaux en provenance d'Orient, encouragé par l'action des missionnaires jésuites. 
La médecine traditionnelle chinoise repose en grande partie sur la botanique pour l’élaboration de ses remèdes et pratiques thérapeutiques. La connaissance des propriétés des plantes est essentielle pour les apothicaires et les médecins, qui doivent les préparer et les administrer dans un but curatif. Dès le XVIe siècle, des traités comme le Bencao gangmu (本草纲目) de Li Shizhen les aident dans cette tâche en recensant les substances, leurs effets et les façons de les préparer. Ces connaissances, précieuses en Chine, suscitent également l’intérêt en Occident. Les missionnaires jésuites envoyés en Chine rapportent en Europe ces ouvrages de pharmacopée, considérés comme des objets-ambassadeurs de la culture chinoise et jugés utiles aux médecins européens.
À partir de 1700, un commerce régulier entre la Lorient et Canton s'établit, ce qui facilite l'importation en France de thé, soie, porcelaine, mais également de produits médicinaux. Toutefois, leur utilisation nécessite des connaissances précises. Les missionnaires jésuites présents en Chine participent à la transmission de ces savoirs en traduisant en latin des traités de médecine chinoise qu’ils rapportent en Europe. Les approches de la médecine en Chine et en Europe différant fondamentalement, les traductions jésuites pouvaient être accompagnées de commentaires supplémentaires pour faciliter la compréhension des concepts médicaux chinois.
Bien que la médecine chinoise ne s'intègre pas aux pratiques françaises du XVIIIe siècle à cause de différences conceptuelles fondamentales, les traités rapportés de l’Empire du milieu commencent tout de même à circuler en France et sont étudiés par les médecins et botanistes intéressés par les remèdes exotiques,. 
L’intégration d’ouvrages scientifiques étrangers dans les bibliothèques privées européennes reflète également à la fois un intérêt pour les savoirs exotiques et une volonté de distinction sociale. Posséder des œuvres rares et savantes permet de s’associer au prestige des grandes institutions scientifiques du temps, telles que la Bibliothèque du Roi ou l’Académie des sciences. Aussi, des traités comme celui-ci sont particulièrement convoités par les élites françaises du XVIIIe siècle.